# Danièle Perré
Danièle Perré, nacida el 31 de agosto de 1924 en París, fallecida el 7 de mayo de 2009 en la misma ciudad, fue una artista-pintora francesa.

## Datos biográficos
Danièle Perré nació en París en 1924 habiendo crecido en el barrio del parque de Buttes-Chaumont. Empezó su carrera de pintora desde los años cincuenta; sus primeras pinturas fueron expuestas en 1953. Su primera exposición se realizó en el marco de un evento colectivo al que nombraron los Quince grupos en el Palacio de Bellas Artes de París. Danièle Perré recibió su primer premio en 1956, el premio de la Société d'Amateurs d'Art,  para una tela que representa el « Puerto de Dieppe con cielo de tormenta », o « El Puerto ». El mismo año, fue seleccionada en el marco del premio Othon Friesz por su cuadro « Naturaleza muerta ». El pintor Jacques Villon, así como su colega André Breuillaud, la señalan muy rápidamente, siguen su obra y contribuyen con ella para impulsarla. Pinta su retrato en 1956 que es expuesto en ocasión del quinto salón los Pintores testigos de su tiempo, en el Museo Galliera. El periódico France Soir del 2 de marzo de 1956, publicó que: ...el retrato de Jacques Villon por Danièle Perré sería seguramente  uno de los notables de la exposición.
Desde el año 1957, Danièle Perré expuso en el Salón de mayo y en el Salón de Otoño. Durante ese periodo tuvo un encuentro decisivo para su carrera y abrió una amistad de por vida con Camille Renault, propietario de una galería reconocida en París, mecenas y personaje importante en la vida artística. La carrera internacional de Danièle Perré debutó en 1958. Expuso en Dallas, Texas, en el marco de una exposición de grupo, y en el Museo de arte moderno de México. El año siguiente, la ciudad de París, el Museo de Menton y el Museo de Tel Aviv compran sus telas. En los años sesenta, Danièle Perré se unió y adoptó la línea de la nueva Escuela de París. Fue, a sus treinta y cinco años, la más joven exponente del grupo de vanguardia. Un artículo aparecido en el cotidiano Le Monde, del 27 de octubre de 1961, explica que la joven mujer pinta a partir de lo real. […] Es el estudio de los volúmenes lo que  fija su emoción visual. En la misma época realiza vitrales para la Iglesia de Bouchevilliers, cerca de Gisors, actividad en la que creará sobre todo durante los años 1970, para la iglesia Saint Jean de Caen, evento que tuvo una gran cobertura televisiva. 
La carrera de Danièle Perré alcanzó su auge en los años 1960. Entre los años 1962 y 1963, expuso en la Galería Maurice Oeuillet de Toulouse, en el Museo de Rouen, el Museo de Pensacola en Florida, en la Far Gallery de Nueva York, en la Bowinkel's Gallery de Beverly Hills (California), así como a Düsse, Berlín, Budapest y Belgrado, para la exposición « El retrato francés ». Este mismo año, expuso en el Salón Comparaciones. Desde entonces ya no cesará de exponer.  Asia la celebró en las últimas décadas de su obra, los años 1990 y 2000. Danièle Perré pintó siempre en gran formato y se inspiró, como pocos, como lo escribió el célebre crítico de arte Frank Elgar en 1975, en los desechos y naufragios rechazados por el mar: una quilla de barca clavada en la arena por el capricho de los oleajes, raíces de árboles arrancados por las corrientes en algún continente lejano y recaladas en las playas que la artista visitó. La última exposición personal de Danièle Perré se desarrolló del 9 de marzo al 21 de abril de 2006, en la Galería Guillaume, 34 calle de la Arcade, en París, su ciudad natal, tres años antes de fallecer ahí mismo.